# Embaixada do Brasil em Tegucigalpa
A Embaixada do Brasil em Tegucigalpa é a missão diplomática brasileira em Honduras. Está localizada na Calle Republica del Brasil, 2301.

## Refúgio para Manuel Zelaya
Na manhã do dia 28 de junho de 2009, ocorreu um golpe militar, desencadeado quando o Exército, em cumprimento a um mandado de prisão emitido pelo Poder Judiciário, prendeu o então presidente hondurenho Manuel Zelaya. Os militares e tropas da polícia federal o colocaram em um avião, com destino à Costa Rica,
Em 21 de setembro de 2009, Zelaya retornou a Honduras escondido, refugiando-se na embaixada brasileira em Tegucigalpa. Segundo ele, a decisão pela embaixada brasileira foi "por causa da vocação democrática do Brasil, do presidente Lula e de Marco Aurélio Garcia [assessor internacional da Presidência]. E também pelo peso internacional que eles têm". No dia 22, uma manifestação pró-Zelaya em frente à Embaixada do Brasil em Honduras acabou em confrontos. Soldados lançaram gás lacrimogêneo e balas de borracha contra a multidão, que se dispersou. Em 10 de dezembro de 2009, a diplomacia brasileira deu um ultimato para Zelaya deixar a embaixada até o dia 27 de janeiro de 2010, que é quando termina o seu mandato. De fato, nessa data, depois de passar mais de quatro meses refugiado na embaixada brasileira, Manuel Zelaya embarcou para o exílio.